# Ádám György
Ádám György (28 januari 1982) is een Hongaars professioneel pianist.
De carrière van György begon al op 4-jarige leeftijd. Terwijl hij studeerde onder het toeziend oog van Katalin Halmagyi werd hij toegelaten tot het Béla Bartók Conservatorium van Boedapest in 1994. In 1998 won hij de nationale jongerenpianocompetitie in zijn land. Twee jaar later won hij de prijs voor de beste Hongaarse pianist. Van 2000 tot 2006 volgde Ádám lessen op de Franz Liszt Muziekacademie waar hij onder andere les kreeg van de professoren György Nador en Balázs Reti. Bij de opening van het Europees kampioenschap voetbal 2012 in Warschau (Polen) bespeelde hij de piano.